# Plage de Clugny
Die Plage de Clugny (auch: Plage de Cluny) ist ein Strand in der Gemeinde Sainte-Rose im Norden der Insel Basse-Terre in Guadeloupe.

## Geographie
Der Strand liegt an der Nordküste der Insel Basse-Terre, in der Anse du Vieux Fort, zwischen dem Dorf Clugny im Osten und der Pointe du Vieux Fort im Westen. Er hat einen hellen, ockerfarbenen Sand. Er ist insgesamt ungefähr 1 km lang, etwa auf der Hälfte unterbrochen durch einen Felsvorsprung.

## Meeresschildkröten

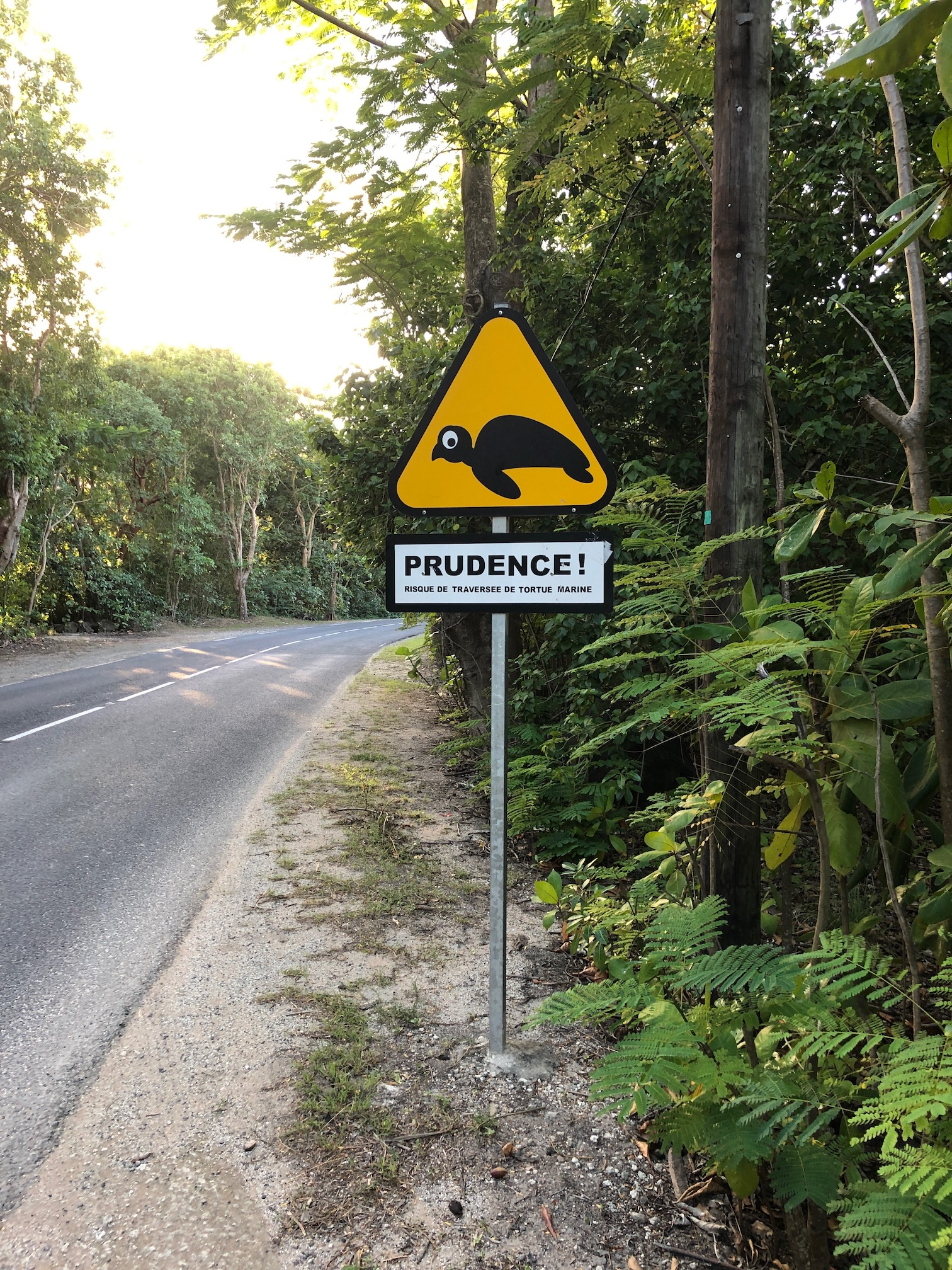
Vorsicht! Meeresschildkröten kreuzen die Straße

Zwei der drei Meeresschildkröten-Arten, die in Guadeloupe vorkommen, nisten an diesem Strand: die Lederschildkröte und die Echte Karettschildkröte. Die Grüne Meeresschildkröte wurde hier bisher nicht beobachtet.
Einige Schildkröten nisten im Sand des Strandes, andere am Rand der Vegetation und/oder unter Vegetationsbedeckung. Zu deren Schutz wurden spezielle Einfriedungen der Vegetation installiert, um z. B. das Eindringen von künstlichem Licht (Fahrzeugscheinwerfer, Straßenbeleuchtung usw.) zu verringern.
Die Nationalstraße 2 führt unmittelbar am westlichen Teil des Strandes vorbei. Zum Schutz der Schildkröten wurden spezielle Hinweisschilder am Straßenrand aufgestellt.

## Tourismus
Starke Wellen und Strömungen an dieser Küste machen das Schwimmen an diesem Strand gefährlich. Daher gibt es – im Vergleich zu vielen anderen Stränden in Guadeloupe – nur wenige Restaurants an diesem Strand.